# Народна скупштина Србије 1875—1876.
Редовни сазив Народне скупштине је био одржан у периоду 15. август 1875 — 21. јануар 1876.

## Народна скупштина у Крагујевцу и Београду 1875 — 1876
Кнежевим указом од 20. јула 1875. било је одређено да се избори y целој земљи изврше 3. августа, за законодавну Народну скупштину, за период 1875, 1876 и 1877. Два дана доцније, такође указом, одређено је да се нова Скупштина састане 15. августа y Крагујевцу. На влади је било консервативно министарство Данила Стефановића, „чича Данила", преко кога је Кнез намеравао да покуша да y земљи, код народа, добије потребну већину за једну консервативну политику. Влада је налазила да је „пре свега задатак данашњег времена и потреба наше патриотичне политике y томе да поправимо оно, што су немили појави прошле Скупштине наудили добром гласу нашег Законодавног тела . . . Влада се поуздано нада да ће народ, овом приликом, као урођеној му разборитости, оценити који му правац треба помоћи и каквим људима своје поверење поклонити, те ће изборима огромном већином потврдити да се влада, y овим мислима, није преварила..."
Влада се, међутим, стварно преварила: избори, извршени 3. августа, под притиском који се најбоље дао осетити y одбору за прегледање пуномоћја, дали су велику либералну већину док је број консервативаца био мален и влади Данила Стефановића није давао никакве изгледе. Влада је дан по изборима поднела оставку. После преговора који су дуже трајали образовано је тзв. „прво акционо министарство" које се потпуно ослањало на либералну већину y Скупштини a коме је на челу стајао Стефан Стевча Михајловић, потпретседник Светоандрејске скупштине из 1858.
Како су преговори око састава владе трајали дуго, пред Скупштииом се ипак појавила влада Данила Стефановића ма да је била y оставци. Скупштина је предложила шест лица за преdседништво од којих је Кнез указом поставио за преdседника Љубомира Каљевића, a за потпреdседника Димитрија Јовановића. За секретаре Скупштина је сама изабрала Илију Стојановића, Адама Богосављевића, Уроша Кнежевића и Пантелију Срећковића. Отварање Скупштине извршено је тек по образовању нове владе Стевче Михајловића, 27. августа 1875. г. y Крагујевцу, Кнежевом Беседом.
Кнежева Беседа наговештавала је тешке дане: y Босни и Херцеговини букнуо је устанак, погранични крајеви Србије били су изложени немирима и неспокојству. Кнез је апеловао на Скупштину да му даде своју родољубиву потпору. Беседа је наговештавлла могућност српске интервенције y тим догађајима према којима Србија није могла остати незаинтересована. И стварно, сав рад те Скупштине кретаће се, углавоом, y томе правцу; y својим редовоним сазивима за 1875, 1876. и 1877. г. она ће се махом бавити ратним припремама и ратом, ради чега је и добила назив „патриотичне" Скупштине.
Требало је, после тога, да Скупштина Адресом одговори на Кнежеву Беседу. Изабран је био одбор коме је стављено y дужност да стилизује Адресу. Како је, међутим, устанак y Херцеговини и Босни узимао све шире размере, па је Адреса требало да садржи и некоје предлоге који су морали остати дискретни, цео поступак око тога вођен је тајно, те је Адреса имала и један тајни додатак y којем је Скупштина предлагала Кнезу мере које треба предузети.
29. августа одржана је тајна седница одбора за Адресу који је бројао 35 чланова. Присуствовали су јој и чланови владе. Одлучено је да се, пре сваког рада, утврди како народ y земљи гледа на устанак y Босни и Херцеговини. Затим су изабрана два пододбора, један за Адресу као јаван акт, a други за редакцију тајног додатка Адреси. При гласању које је y одбору вршено 1. септембра, на четвргој тајној седници постављена су члановима одбора следећа питања: 1 да ли Србија треба да се ограничи оамо на чување своје границе, дакле да не потпомаже устанак; и 2 хоће ли Србија помагати устанак са свим жртвама које то потпомагање буде изискивало, па макар се на тај начин изазвао и рат са Турском? Од присутна 34 члана одбора гласало је за помагање устанка 21 и за непомагаше њих 12, a један се посланик уздржао од гласања.
5. септембра 1875. одржана је тајна седница пленума Народне скупштине. На окупу је било свега 112 послаиика. Присуствовали су сви министри. Најпре је прочитан извештај адресног одбора y коме се каже да је одбор детаљно проучавао питања која је имао да реши и да је, уз Адресу као јаван акт, приложио и један тајни додатак, за случај ако скупштинска већина, као и већина адресног одбора, одлучи да се устанак има помагати свим средствима, па ма се морало и ратовати с Турском. „ . . . Решење источног питања је на прагу. .." каже се y одборском извештају. „ . . . Србија мора имати удела y решавању тога питања, ако хоће да има удела y користима, које отуда настану. Питање о Босни постављено је мимо нас . . . Ми смо силом околности натерани, да следујемо y решењу тога питања, иначе је Босна за нас за свагда изгубљена и ми, не имајући y овим уским границама силе за наш народни живот, постали би најпосле плен неког силнијег суседа..."
Тајни протокол давао је влади ова овлашћења:
1. да ради помагања устанка y Босни и Херцеговини и ради наоружања и ратне спреме може закључити било y земљи било на страни зајам од 36.000,000 динара;
2. од ове суме за потпомагање устанка може се утрошити 12.000,000 динара. Сума од 12.000,000 динара да се употреби на ратну опрему, a y државној каси да се, за случај рата, чува сума од динара 12.000,000;
3. влада се овлашћује да устаницима може дати оружје и муницију из државног арсенала;
4. Скупштина ће изабрати један одбор од девет лица из своје средине који ће y јавности имати за циљ свршавање предмета који се имају предложити Скупштини, a y ствари ће y договору с владом вршити све послове y вези са устанком и евентуалним ратом, прегледати рачуне и одобравати их, радити на зајму y земљи и иностранству итд. Тај одбор заседаће онде где буде и влада.

Даље се предлаже и давање још неких овлашћење влади: да се за време рата смање чиновничке и свештеничке плате на половину, да се забрани извоз хране из Србије, и да се заведе нека врста мораториог стања.
Одборска мањина, која је била против рата и само за чување граница, поднела је такође свој извештај. Тај извештај вели да Срби y Србији не могу y себи угушити своја природна осећања према Херцеговцима и Босанцима нити могу остати равнодушни према њихову устанку и према њиховим патњама, но им се по могућству мора помоћи. Но како ће то помагање дати повода Турској да Србију нападне, треба да y томе случају Скупштина буде на окупу и власт узме y своје руке све док не изврши све реформе и поправке y земљи, јер би највећа бесмислица била радити на ствари устанка напољу a y земљи трпети зулум и самовољство. Овај извештај потписао је Адам Богосављевић са још четворицом другова.
После тога прешло се на дискусију ових извештаја и предлога. Тајне седнице трајале су неколико дана узастопно и пре и после подне. Министри су давали на свако питање исцрпна обавештења. Скупштина је, напослетку, са 77 гласова према 30 решила да се устанак помаже свим средствима, па ма се морало и ратовати. После тога гласано је и о установљењу сталног и тајног скупштинског одбора. Тај предлог усвојен је апсолутном већином гласова.
Кнез Милан није био истога мишљења као Скупштина. Он је био противу рата па је, после отварања седница, напустио Крагујевац и вратио се y Београд. Његовим указом од 16. септембра рад Скупштине пренесен је из Крагујевца y Београд. Четири дана трајала је сеоба Скупштине из Крагујевца, a 22. септембра седнице су настављене y Београду, y сали Велике школе. Скупштина се бавила претресањем предлога закона о општинама, јер је посао око редакције Адресе и њеног тајног додатка био већ завршен. Решен да спречи тајне скупштинске одлуке Кнез Милан је намеравао да сам, без присуства владе, објасни Скупштини своје гледиште. Влада Стевче Михајловића није могла да одобри тај поступак па је поднела оставку коју је Кнез одмах уважио. После тога је Кнез сам, без присуства министара, дошао y скупштинску седницу и једним импровизованим говором настојао да посланицима објасни свој став, питајући их имају ли поверења y њега. Кнез је налазио да још није погодно време да се Србија ухвати y коштац са Турском и нагласио могућност спољно-политичких заплета које би требало избегавати.
Састав нове владе Кнез је поверио Љубомиру Каљевићу, и она је сматрана као привремена и прелазна. Образована 26. септембра, та влада се појавила пред Скупштином 28. септембра са декларацијом којом је обећавала да ће „у садашњим приликама очувати част и достојанство Србије, узданице ваше потлачене браће". Како је председник министарства Каљевић до тога тренутка био председник Народне скупштине, за председника је указом постављен Димитрије Јовановић, дотадашњи потпредседник Скупштине, a за потпредседника био је именован Алекса Здравковић.
Заседање скупштинско, са малим прекидима, настављено је после тога све до 21. јануара 1876, за које су време донесени ови закони: ** закона о устројству општина и општинских власти; закон о српском народном зајму; * одељка IV закона о мерама; измена §§ 9 и 31 устројства Велике школе; ** закона о устројству гимназија ** закона о печатњи (даје се шира слобода штампи и штампарским предузећима); ** закона о кривичном поступку; *** казненог закона; ** закона о грађанском поступку и надлежности општинских судова; * тачке 2 и 4 § 8 закона о устројству окружних судова; ** закона о регулисању плата професорима; *** чл. b устројства војске; ** §§ 39 и 40 закона о подизању јавних грађевина; ** допуне ** §§ 69 и 70 стецишног поступка; закон о устројству генералштаба.